# Relations entre le Bangladesh et la Pologne
Les relations entre le Bangladesh et la Pologne sont les relations bilatérales de la république populaire du Bangladesh et de la république de Pologne. la Pologne était le sixième pays à reconnaître le Bangladesh. Les relations diplomatiques entre les deux pays ont été officiellement établies le 12 janvier 1972,.  L'ambassade de Pologne à New Delhi, en Inde, est accréditée pour le Bangladesh. Le Bangladesh a une ambassade à Varsovie.

## Visites d'État

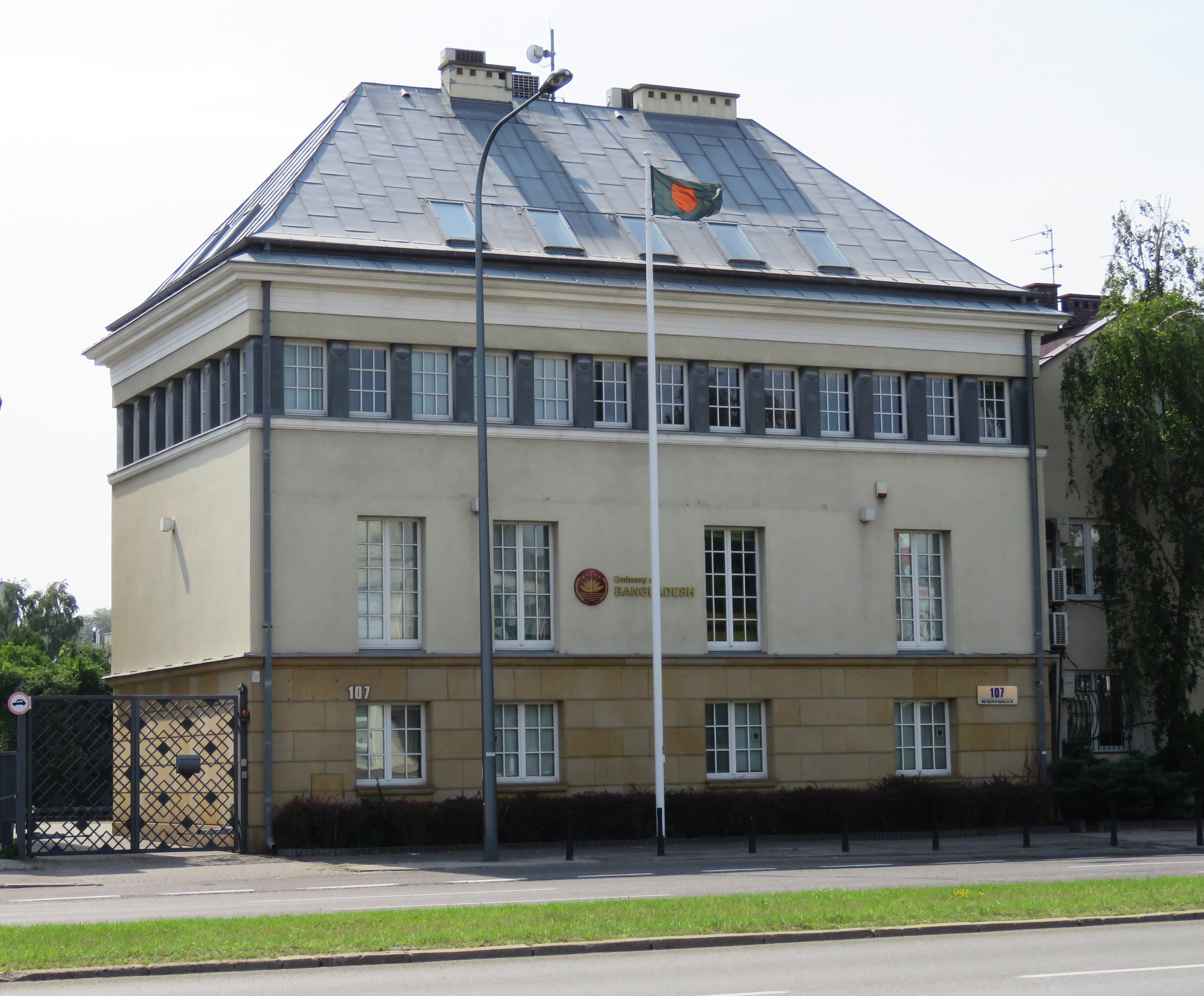
L'ambassade du Bangladesh à Varsovie.

En 1986, l'ancien vice-ministre des affaires étrangères de Pologne a effectué une visite officielle à Dacca. En 1987, le ministre des affaires étrangères du Bangladesh s'est rendu en Pologne. En 1988, l'ancien ministre des affaires étrangères du Bangladesh a effectué une visite officielle à Varsovie.

## Coopération en éducation
En 2015, l'ambassadeur de Pologne au Bangladesh, Tomasz Lukaszuk, a rencontré le vice-chancelier de l'université de Dacca, le Dr AAMS Arefin Siddique (en), et a eu une discussion pour stimuler la coopération bilatérale dans le secteur de la recherche et de l'éducation.

## Coopération économique
Le Bangladesh a longtemps importé la plupart de ses produits laitiers sous forme de lait en poudre d'Europe occidentale. En 1987, une cargaison de 1 600 tonnes en provenance de Pologne a enregistré des niveaux de radiation de plus de 300 becquerels en raison de la catastrophe nucléaire de Tchernobyl, ce qui a provoqué une panique nationale.
En 1997, le commerce bilatéral s'élevait à 34,8 millions de dollars US. Les exportations du Bangladesh étaient principalement constituées de thé (70 % en valeur), mais comprenaient également des produits en plastique, des vêtements, du jute et du poisson. Les exportations polonaises de grande valeur étaient les métaux de base, les produits laitiers, les navires, les produits du papier, les machines, les équipements et les produits chimiques.
Le Bangladesh et la Pologne ont montré leur profond intérêt pour le développement des activités économiques bilatérales entre les deux pays et ont pris les mesures nécessaires à cet égard. La Pologne est devenue l'une des nouvelles destinations des exportations de main-d'œuvre du Bangladesh,. Les vêtements confectionnés par le Bangladesh, les produits pharmaceutiques, le jute et les articles en jute, la céramique et le cuir et les articles en cuir ont été identifiés comme des produits ayant un énorme potentiel sur le marché polonais. En outre, les entreprises polonaises ont exprimé leur intérêt à investir dans le secteur énergétique du Bangladesh.